# Aréole (botanique)
Pour les articles homonymes, voir Aréole.
En botanique, l'aréole est un signe distinctif des Cactaceae qui les différencie des autres familles.
Les aréoles sont de nombreuses petites excroissances de la plante à partir desquelles partent en faisceau les épines, des poils laineux, les feuilles, les méristèmes des nouveaux rameaux et les fleurs.
Le terme vient du latin areola, signifiant auréole, petite zone ronde.
L'aréole rend les cactées adaptées à l'environnement aride par la réduction des branches et des feuilles en aréoles et épines car elle limite la transpiration et  repousse les herbivores. La disposition des épines sur les aréoles permet une meilleure couverture et protection de la plante.
Les épines, situées sur l'aréole, présentent des formes très variées. Il peut y avoir une épine unique, ou bien une touffe de quelques épines, ou bien une touffe plus fournie, jusqu'à plusieurs dizaines d'épines. Ces touffes d'épines jouent aussi un rôle de climatisation en piégeant l'air ambiant.
Certains cactus n'ont pas d'épine sur les aréoles, mais des glochides qui ressemblent à des petits éclats avec des aiguilles minuscules parfois barbées qui sont très difficiles à retirer de la peau.  

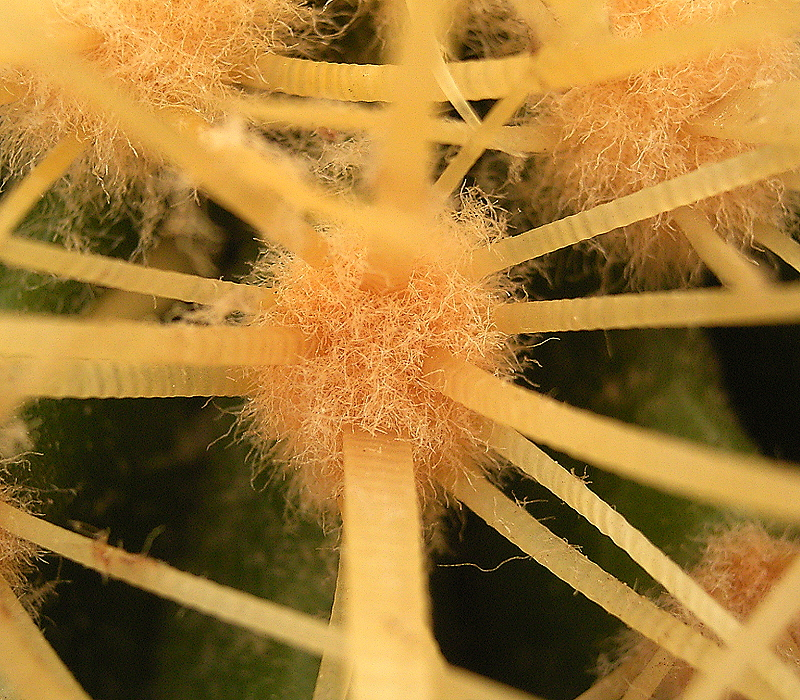
Vue rapprochée d'une aréole de Echinocactus grusonii
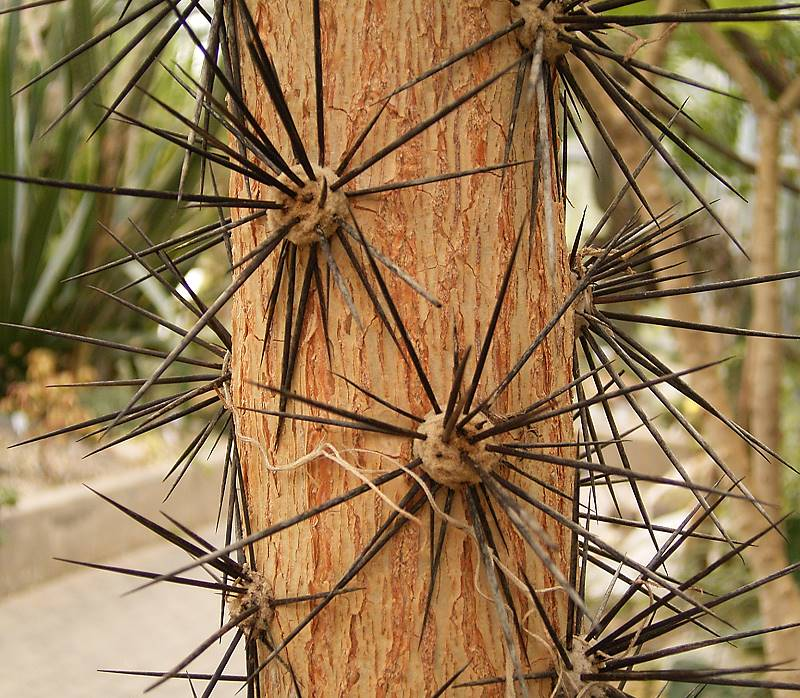
Aréoles et épines de la plante arbustive Pereskia grandifolia
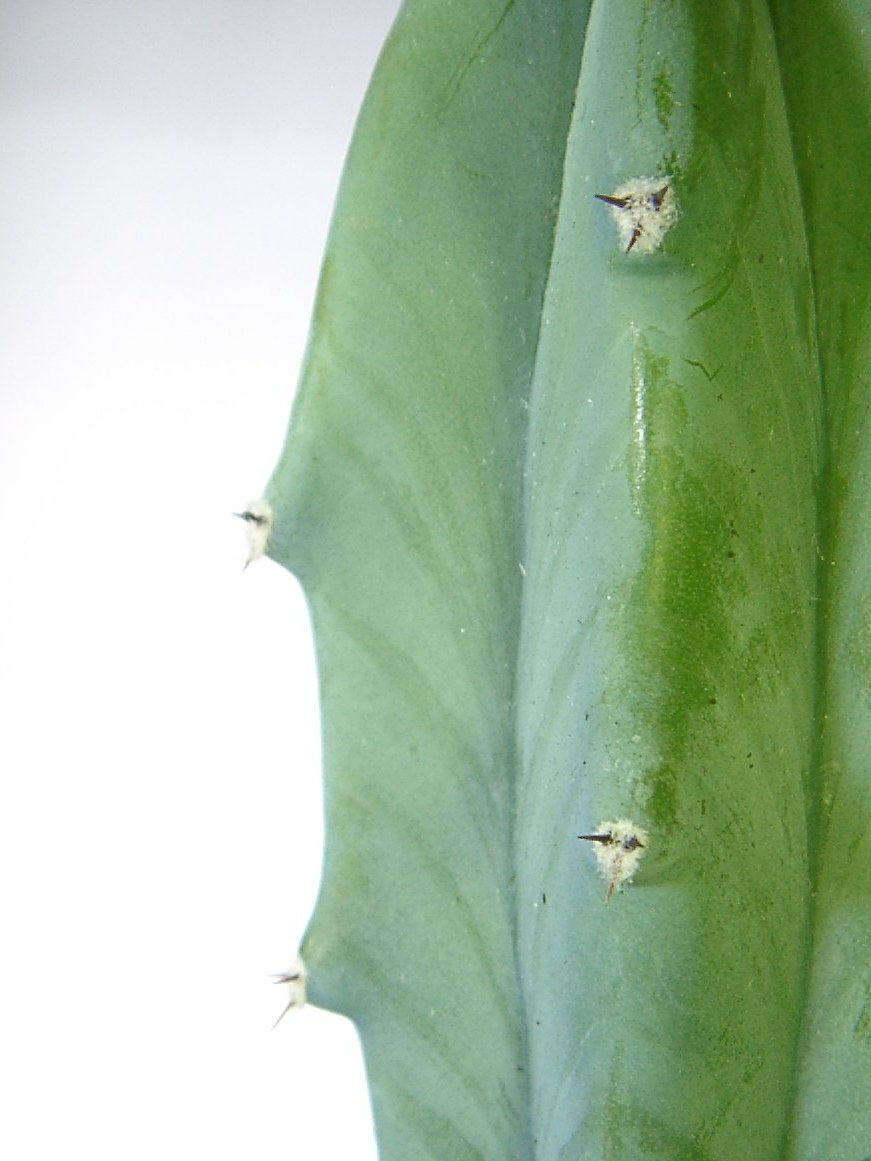
Vue rapprochée d'aréoles et épines de Myrtillocactus geometrizans